# Mir u Velikom Varadinu
Mir u Velikom Varadinu (ili Nagyváradski ugovor, Ugovor iz Grosswardeina) bio je tajni mirovni sporazum između cara Ferdinanda I. i Ivana Zapolje, suparničkih pretendenata na Kraljevinu Ugarsku, potpisan u Grosswardeinu/Váradu (današnja Oradea, Rumunjska ) 24. veljače 1538. U ugovoru su podijelili Mađarsku između sebe prema stvarnom posjedu.
Ferdinand je priznao Zapolju kao Ivana I., kralja Ugarske i vladara dvije trećine Kraljevstva, dok je Zapolja priznao Ferdinandovu vlast nad zapadnom Ugarskom i priznao ga kao nasljednika ugarskog prijestolja, budući da Zapolja nije imao djece.
No 1540. godine, neposredno prije Zapoljine smrti, njegova supruga mu je rodila sina, Ivana Sigismunda Zapolje, te je sporazum propao. Mađarsko plemstvo izabralo je Ivana Sigismunda za kralja Ugarske kao Ivana II.. Izabela je zamolila osmanskog sultana Sulejmana I. da pomogne u borbi s Ferdinandom i njegovim nasljednicima koja je uslijedila, samo da bi Sulejman pobijedio, proglasio Ivana II. kraljem i postavio se za regenta. Veliki dio Ugarske postao je u biti turska provincija, s osmanskim guvernerom i garnizonom u Budimu.